# Thompsoniana mireiae
Thompsoniana mireiae är en skalbaggsart som beskrevs av Vives, Bentanachs, Chew Kea Foo, Bentanachs och Chew Kea Foo 2009. Thompsoniana mireiae ingår i släktet Thompsoniana och familjen långhorningar. Inga underarter finns listade i Catalogue of Life.